# カンデラ毎平方メートル
カンデラ毎平方メートル（カンデラまいへいほうメートル、記号; cd/m²）は、国際単位系(SI)における輝度の単位である。
1カンデラ毎平方メートルは、1平方メートルの平面光源の光度がその平面と垂直な方向において1カンデラであるときの、その方向における輝度と定義される。
国際単位系においては固有の名称はつけられていないが、この単位にはニト（nit, 記号: nt）という別名がある。ニトは、ラテン語で「輝き」を意味するnitorに由来する。
| 測光量         | SI単位                                 | SI単位 | 備考                         |
| 測光量         | 名称                                   | 記号   | 備考                         |
| -------------- | -------------------------------------- | ------ | ---------------------------- |
| 光度エネルギー | ルーメン秒                             | lm⋅s   | 放射量における放射エネルギー |
| 光束           | ルーメン（またはカンデラステラジアン） | lm     | 放射量における放射束         |
| 光度           | カンデラ                               | cd     | 放射量における放射強度       |
| 輝度           | カンデラ毎平方メートル                 | cd/m2  | 放射量における放射輝度       |
| 照度           | ルクス（またはルーメン毎平方メートル） | lx     | 放射量における放射照度       |
| 光束発散度     | ルクス（またはルーメン毎平方メートル） | lx     | 放射量における放射発散度     |
| 視感効果度     | ルーメン毎ワット                       | lm/W   |                              |
| 発光効率       | ルーメン毎ワット                       | lm/W   | ランプ効率とも呼ぶ           |